# Улица Желябова (Тверь)
Улица Желя́бова (до 1919 года — Козьмодемья́новская) — улица в Центральном районе города Твери. Проходит от Свободного переулка и набережной реки Тьмаки до улицы Академика Каргина и площади Славы, где переходит в Староворобьёвскую улицу.

## Расположение
Улица Желябова начинается от Свободного переулка и набережной реки Тьмаки и продолжается в юго-восточном направлении. Пересекает Тверской проспект, Трёхсвятскую улицу, Студенческий переулок и улицу Андрея Дементьева. Немного не доходя до площади Славы, улица Желябова переходит в Староворобьёвскую улицу.
Общая протяжённость улицы составляет более 950 метров.

## История

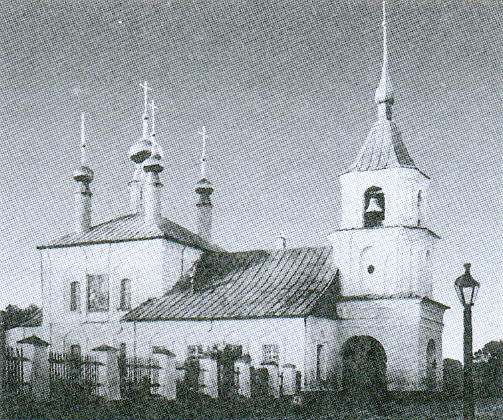
Храм Космы и Дамиана, уничтоженный советским властями.

Улица Желябова была проведена в соответствии с планом застройки 1760-х годов в составе Мещанской слободы и предместья. Называлась Козьмодемьяновской улицей по находившемуся здесь храму Космы и Дамиана (уничтожен советскими властями).
Козьмодемьяновская улица застраивалась одно- и двухэтажными домами, главным образом деревянными. Многие из них, сохранившиеся до нашего времени, является памятниками архитектуры.
В 1919 году улица была переименована в честь Андрея Желябова.
В середине 1970-х годов в связи с расширением и поворотом Тверского проспекта были снесены несколько домов на углу с проспектом. В период с конца 1980-х — начала 1990-х годов была снесена застройка по чётной стороне от Студенческого переулка до дома № 50, по нечётной стороне — от общежития до дома № 53.

## Здания и сооружения
Здания и сооружения улицы, являющиеся объектами культурного наследия:
- Дом 21 — флигель городской усадьбы;
- Дома 23, 29/25, 53 — памятники архитектуры с названием «дом жилой»;
- Дома 30, 32 — комплекс городской усадьбы Ф. Н. Глинки;
- Дома 31, 33, Трехсвятская 16 — комплекс зданий Тверской земской школы П. П. Максимовича.